# Сумневич Федір Олександрович
Федір Олександрович Сумневич, також Хведір Сумнєвич (* 15 лютого 1885, Муровані Курилівці, Подільська губернія — ?) — голова Рівненської повітової народної управи, губернський комісар Волині та Поділля.
Навчався в духовному училищі в селі Привороття Ушицького повіту, Подільській духовній семінарії у місті Кам'янець-Подільський. У 1911 році закінчив юридичний факультет Варшавського університету. Працював адвокатом. Під час Першої світової війни служив у російській армії в званні прапорщика. Після Лютневої революції у Росії 1917 року, разом з сенатором Олександром Карпинським, — один з організаторів «Просвіти» в місті Рівне Волинської губернії. З липня 1917 до грудня 1917 року — голова Повітової народної управи Рівненського повіту УЦР та УНР.
З грудня 1918 до грудня 1919 — губернський комісар (губернатор) Волинської губернії. З 1 листопада до 16 листопада 1920 року — губернський комісар Подільської губернії УНР. Далі — на еміграції у Польщі. З червня 1921 року — голова Центрального бюро біженців з України в Тернополі. Того ж року емігрував до Чехословацької республіки. З 1923 року очолив Українську селянську спілку. Член Українського громадського комітету у ЧСР. До УВПІ був прийнятий у серпні 1926 року як асистент кафедри соціології, згодом — кафедри економіки та правознавства. У 1929 році, залишивши роботу за власним бажанням, повернувся на окуповану поляками Волинь. Подальша доля невідома.
Рішенням сесії Рівненської міської ради від 08 липня 2022 року №2144 «Про перейменування та найменування вулиць у місті Рівному та в селищі міського типу Квасилові» вулицю Ломоносова в місті Рівному перейменовано на вулицю Федора Сумневича.